# Prima dominazione cinese del Vietnam
La prima dominazione cinese è un periodo della storia del Vietnam durante il quale il nord del paese fu sotto il controllo della Cina durante la dinastia Han. È considerato il primo di quattro periodi di dominazione cinese, i primi tre dei quali furono separati solo da brevi periodi di indipendenza e sono noti nell'insieme come Bắc thuộc, vietnamita per "Dominazione del nord". 
Nel 111 a.C. durante un periodo di espansione la dinastia Han conquistò il Nam Việt, ovvero la "terra dei barbari del sud" in cinese. In questa fase il nord del Vietnam venne incorporato nell'impero cinese insieme alle moderne province di Guangdong e Guangxi. La resistenza vietnamita al dominio cinese culminò nella rivolta delle sorelle Trưng, che espulsero gli Han nel 40 d.C. e controllarono brevemente il Vietnam fino al ritorno delle armate Han nel 43 d.C.